# Musikcafe'n
 Der er for få eller ingen kildehenvisninger i denne artikel, hvilket er et problem. Du kan hjælpe ved at angive troværdige kilder til de påstande, som fremføres i artiklen.

Musikcafe'n – københavnsk spillested i Huset i Magstræde på tredje sal. Scenen åbnede den 12. december 1975 med musik af hovedsagelig akustisk karakter (navne som Tømrerclaus, Hos Anna, Dansk Sambaunion etc). 
I 1980'erne er Musikcafe'n blevet en regulær rockscene, og op gennem årtiet får Musikcafe'n kultstatus blandt danske musikere, og optræden på denne scene bliver udefra set som en slags "blåstempling" af de pågældende orkestres kvaliteter. Det bliver almindeligt for mange bands enten at starte eller afslutte en turné med en koncert i Musikcafe'n.
Pga. ombygning og renovering er Musikcafe'n lukket i perioden 1994-1997. Spillestedet mister ved samme lejlighed sit stampublikum. (Ikke korrekt, mener Musikcafe´n blev lukket 1996 i forbindelse med Kulturby 96)
I 2005 er scenen revitaliseret og fuld af liv under navnet "Klub Leif" (opkaldt efter Leif Jakobsen), der i årevis var tilknyttet, barchef og synlig i Musikcafe'n. 
Der bliver igen præsenteret nye og spændende danske upcoming bands, og spillestedets unikke ånd er tilbage.
|  | Denne artikel om en bygning eller et bygningsværk kan blive bedre, hvis der indsættes et (bedre) billede. Du kan hjælpe ved at afsøge Wikimedia Commons for et passende billede eller lægge et op på Wikimedia Commons med en af de tilladte licenser og indsætte det i artiklen. |

55°40′35.19″N 12°34′30.37″Ø / 55.6764417°N 12.5751028°Ø